# ناطور دشت
ناطورِ دشت یا ناتورِ دشت (انگلیسی: The Catcher in the Rye) نام رمانی اثر نویسندهٔ آمریکایی جروم دیوید سلینجر است که در ابتدا به صورت دنباله‌دار در سال‌های ۱۹۴۵–۴۶ انتشار یافت. این رمان کلاسیک که در اصل برای مخاطب بزرگسال منتشر شده بود، به دلیل درون‌مایه طغیان‌گری و عصبانیت نوجوان داستان، مورد توجه بسیاری از نوجوانان قرار گرفت.

## خلاصهٔ داستان
هولدن کالفیلد نوجوانی هفده ساله است که در لحظهٔ آغاز رمان در یک مرکز درمانی بستری است و ظاهراً قصد دارد آنچه را پیش از رسیدن به این‌جا از سر گذرانده، برای کسی تعریف کند و همین کار را هم می‌کند و رمان نیز بر همین پایه شکل می‌گیرد. در زمان اتفاق افتادن ماجراهای داستان، هولدن پسر شانزده ساله‌ای است که در مدرسهٔ شبانه‌روزی «پنسی» تحصیل می‌کند و حالا در آستانهٔ کریسمس به علت ضعف تحصیلی (چهار درس از پنج درسش را مردود شده و تنها در درس انگلیسی نمرهٔ قبولی آورده‌است) از دبیرستان اخراج شده و باید به خانه‌شان در نیویورک برگردد.
تمام ماجراهای داستان طی همین سه روزی (شنبه، یک‌شنبه و دوشنبه) که هولدن از مدرسه برای رفتن به خانه خارج می‌شود، اتفاق می‌افتد. او می‌خواهد تا چهارشنبه که نامهٔ مدیر راجع به اخراج او به دست پدر و مادرش می‌رسد و آب‌ها کمی از آسیاب می‌افتد، به خانه بازنگردد. به همین خاطر، از زمانی که از مدرسه خارج می‌شود، دو روز را سرگردان و بدون مکان مشخصی سپری می‌کند و این دو روز سفر و گشت و گذار، نمادی است از سفر هولدن از کودکی به دنیای جوانی و از دست دادن معصومیتش در جامعهٔ پُر هرج و مرج آمریکا.

## شهرت و محبوبیت
ناطور دشت در مدت کمی شهرت و محبوبیت فراوانی برای او به همراه آورد و بنگاه انتشاراتی راندوم هاوس در سال ۱۹۹۹ آن را به‌عنوان شصت‌وچهارمین رمان برتر سده بیستم معرفی کرد. این کتاب در مناطقی از آمریکا به‌عنوان کتاب «نامناسب» و «غیراخلاقی» شمرده شده و در فهرست کتاب‌های ممنوعهٔ دههٔ ۱۹۹۰ — منتشرشده از سوی «انجمن کتابخانه‌های آمریکا» — قرار گرفت. کتاب با وجود آنکه از سال ۱۹۶۱ تا ۱۹۸۲ جزو آثار ممنوعه یا به‌شدت سانسور شده بود اما توانست تبدیل به دومین اثر تدریس‌شده در مدارس ایالات متحده گردد.

## ترجمه‌ها
این کتاب سه بار، ابتدا در دههٔ ۱۳۴۰ خورشیدی (۱۳۴۵ توسط انتشارات مینا) توسط احمد کریمی، بار دیگر در دههٔ ۱۳۷۰ به قلم محمد نجفی، و بار سوم در سال ۱۳۹۴ توسط انتشارات میلکان با ترجمهٔ آراز بارسقیان به فارسی ترجمه شده‌است. از این اثر با ترجمه علیرضا دولت‌آبادی در سال ۱۳۹۸ به همت انتشارات نگارتابان وارد بازار شده‌است عبارت «ناطور دشت» ترجمهٔ Catcher in the Rye و برگرفته از شعری از سعدی در باب پنجم کتاب بوستان است. ناطور (ناتور) به‌معنی «حافظ و نگهدارِ باغ و دشت» است.

## شخصیت‌ها
هولدن کالفیلد کاراکتر اصلی ناطورِ دشت است.
یکی از تأثیرات بزرگ و جنجال‌برانگیز این کتاب، قتل جان لنون، اسطورهٔ بی‌همتای موسیقی راک و مؤسس گروه بیتلز است که توسط مارک دیوید چپمن به قتل رسید. چپمن بارها ادعا کرده که انگیزهٔ اصلی کشتن لنون، بعد از خواندن این کتاب به او الهام شده‌است.